# Rapids du Colorado
Maillots
Actualités
Dernière mise à jour : 5 septembre 2023.
Les Rapids du Colorado (en anglais : Colorado Rapids) sont un club franchisé de football basé à Denver et qui évolue en MLS. Le club, fondé en 1995, a joué ses matchs au Mile High Stadium (1996-2001) puis au Invesco Field at Mile High (2002-2007) avant de se déplacer au Dick's Sporting Goods Park. Les Rapids sont allés trois fois en finale : en 1997, pour la Coupe MLS, en 1999 pour la Coupe des États-Unis et en 2010 pour remporter la Coupe MLS face au FC Dallas, au BMO Field de Toronto.

## Histoire
La franchise des Rapids du Colorado, appartenant au groupe Anschutz Corporation (AEG), fut une des 10 franchises fondatrices de la Major League Soccer.
La première saison, en 1996, fut catastrophique pour les Rapids. Ils terminèrent à la dernière place avec le plus mauvais bilan de la ligue, malgré la présence dans leur effectif, d'anciens joueurs confirmés tels que Shaun Bartlett, Chris Henderson, Chris Woods, Roy Wegerle et Marcelo Balboa, et l'entraîneur anglais Bobby Houghton. Balboa rentra dans l'histoire du club en devenant le premier buteur de l'équipe en marquant lors du premier match en 1996.
L'année suivante, l'équipe fut énormément remodelés avec l'arrivée de l'entraîneur Glenn Myernick et du nouveau manager général, Dan Counce.
Tous les deux ont œuvré à l'arrivée de nouveaux joueurs. Paul Bravo, Wolde Harris, Ross Paule, et le gardien Marcus Hahnemann ont ainsi rejoint le club en 1997. Ces changements ont permis aux Rapids de faire une excellente deuxième saison et d'arrivée en finale de la MLS Cup; finale perdue face au D.C. United (2-1).
L'équipe continua à alterner les bonnes et les mauvaises saisons, atteignant tout de même la finale de la Coupe des États-Unis en 1999.
En 2001, Tim Hankinson prit en main le club. Il fit venir le buteur écossais John Spencer ainsi que Mark Chung, Chris Henderson, Carlos Valderrama et Joe Cannon.
L'année 2002 fut exceptionnelle pour les Rapids. Ils commencèrent l'année dans leur nouveau stade, le INVESCO Field at Mile High et recrutèrent les futures stars de l'équipe en les personnes de Pablo Mastroeni et Kyle Beckerman de l'ancienne franchise du Miami Fusion. Le club atteignit les demi-finales des playoffs. Le manager général, Dan Counce, fut élu meilleur dirigeant de la Major League Soccer. Mark Chung a été aussi sélectionné dans l'équipe type de la MLS et ramena le trophée du fair-play. Leur nouveau stade, fut lui aussi à l'honneur, avec le plus grand nombre de spectateurs de la ligue (plus de 20 000 spectateurs par match).
Kroenke Sports Enterprises (KSE) acheta le club en 2004 et fit des changements importants avant le début de la saison 2005. KSE remplaça le directeur général Dan Counce par Charlie Wright et mit comme entraîneur Fernando Clavijo. Clavijo et Wright apportèrent de nombreuses nouveautés en recrutant Jeff Cunningham, Terry Cooke, et Dedi Ben Dayan. 2005 fut une bonne année pour le club. Il atteignit encore une fois les demi-finales des playoffs. Le club participa aussi à une nouvelle compétition, la Rocky Mountain Cup (en), compétition opposant le Real Salt Lake et les Colorado Rapids.
En 2007, la franchise se déplace dans son nouveau stade, le Dick's Sporting Goods Park, situé à Commerce City dans la banlieue de Denver. Ce stade moderne, construit uniquement pour les matchs de football, a une capacité de 18 086 places.

## Identité du club

### Logos
Les Rapids du Colorado ont eu trois logos dans leur histoire. Le premier, utilisait la « rivière » comme logo et le second était en forme de cercle. En 2007, les Rapids créèrent un nouveau logo en forme de blason, reprenant les nouvelles couleurs de la franchise, le bleu ciel et le rouge.

Logo de 1995 à 2001
Logo de 2001-2006
Logo depuis 2007

## Palmarès et résultats

### Palmarès
| Compétitions nationales | Compétitions internationales                                  | Trophées mineurs |
| - Coupe MLS (1) - Vainqueur : 2010. - Finaliste : 1997. - Conférence Ouest de MLS (1) - Vainqueur : 1997. - Conférence Est de MLS (1) - Vainqueur : 2010. - US Open Cup - Finaliste : 1999. | - Ligue des champions de la CONCACAF - Quatre participations. | - Rocky Mountain Cup (5) - Vainqueur : 2005, 2006, 2013, 2015 et 2020. - MLS Reserve Division (2) - Vainqueur : 2006 et 2007. |

### Bilan par saison
| Saison | Saison régulière | Saison régulière | Saison régulière | Saison régulière | Saison régulière | Saison régulière | Saison régulière | Position | Position | Coupe MLS                 | US Open Cup     | Ligue des champions CONCACAF | Affl. moy. saison régulière | Affl. moy. séries éliminat. |
| Saison | M                | V                | N                | D                | BP               | BC               | Pts              | Conf.    | Ligue    | Coupe MLS                 | US Open Cup     | Ligue des champions CONCACAF | Affl. moy. saison régulière | Affl. moy. séries éliminat. |
| ------ | ---------------- | ---------------- | ---------------- | ---------------- | ---------------- | ---------------- | ---------------- | -------- | -------- | ------------------------- | --------------- | ---------------------------- | --------------------------- | --------------------------- |
| 1996   | 32               | 11               | -                | 21               | 44               | 59               | 29               | 5e/5     | 10e/10   | Non qualifié              | Demi-finale     | Non qualifié                 | 10 213                      | N/Q                         |
| 1997   | 32               | 14               | -                | 18               | 50               | 59               | 38               | 4e/5     | 7e/10    | Finale                    | Non qualifié    | Non qualifié                 | 11 835                      | 15 785                      |
| 1998   | 32               | 16               | -                | 16               | 62               | 69               | 44               | 3e/6     | 5e/12    | Demi-finale de conférence | Troisième tour  | Barrage                      | 14 812                      | 6 582                       |
| 1999   | 32               | 20               | -                | 12               | 38               | 39               | 48               | 4e/6     | 5e/12    | Demi-finale de conférence | Finale          | Non qualifié                 | 14 029                      | 6 542                       |
| 2000   | 32               | 13               | 4                | 15               | 43               | 59               | 43               | 3e/4     | 8e/12    | Quart de finale           | Deuxième tour   | Non qualifié                 | 12 580                      | 8 789                       |
| 2001   | 26               | 5                | 8                | 13               | 36               | 47               | 23               | 4e/4     | 11e/12   | Non qualifié              | Deuxième tour   | Non tenue                    | 16 480                      | N/Q                         |
| 2002   | 28               | 13               | 4                | 11               | 43               | 48               | 43               | 4e/5     | 4e/10    | Finale de conférence      | Quart de finale | Non qualifié                 | 20 687                      | 11 002                      |
| 2003   | 30               | 11               | 7                | 12               | 40               | 45               | 40               | 3e/5     | 6e/10    | Demi-finale de conférence | Quart de finale | Non qualifié                 | 16 772                      | 6 434                       |
| 2004   | 30               | 10               | 11               | 9                | 29               | 32               | 41               | 3e/5     | 5e/10    | Demi-finale de conférence | Quatrième tour  | Non qualifié                 | 14 195                      | 8 028                       |
| 2005   | 32               | 13               | 6                | 13               | 40               | 37               | 45               | 3e/6     | 7e/12    | Finale de conférence      | Quatrième tour  | Non qualifié                 | 13 638                      | 11 207                      |
| 2006   | 32               | 11               | 8                | 13               | 36               | 49               | 41               | 4e/6     | 7e/12    | Finale de conférence      | Quatrième tour  | Non qualifié                 | 12 056                      | 4 176                       |
| 2007   | 30               | 9                | 8                | 13               | 29               | 34               | 35               | 4e/6     | 10e/13   | Non qualifié              | Deuxième tour   | Non qualifié                 | 14 749                      | N/Q                         |
| 2008   | 30               | 11               | 5                | 14               | 44               | 45               | 38               | 4e/7     | 9e/14    | Non qualifié              | Non qualifié    | Non qualifié                 | 13 659                      | N/Q                         |
| 2009   | 30               | 10               | 10               | 10               | 42               | 38               | 40               | 6e/8     | 9e/15    | Non qualifié              | Non qualifié    | Non qualifié                 | 13 018                      | N/Q                         |
| 2010   | 30               | 12               | 10               | 8                | 44               | 32               | 46               | 5e/8     | 7e/16    | Champion                  | Non qualifié    | Non qualifié                 | 13 329                      | 14 826                      |
| 2011   | 34               | 12               | 13               | 9                | 44               | 41               | 49               | 5e/9     | 7e/18    | Demi-finale de conférence | Non qualifié    | Phase de groupes             | 14 838                      | 8 202                       |
| 2012   | 34               | 11               | 4                | 19               | 44               | 50               | 37               | 7e/9     | 14e/19   | Non qualifié              | Quatrième tour  | Non qualifié                 | 15 175                      | N/Q                         |
| 2013   | 34               | 14               | 9                | 11               | 45               | 38               | 51               | 5e/9     | 8e/19    | Premier tour              | Troisième tour  | Non qualifié                 | 15 440                      | N/A                         |
| 2014   | 34               | 8                | 8                | 18               | 43               | 62               | 32               | 8e/9     | 17e/19   | Non qualifié              | Cinquième tour  | Non qualifié                 | 15 082                      | N/Q                         |
| 2015   | 34               | 9                | 10               | 15               | 33               | 43               | 37               | 10e/10   | 19e/20   | Non qualifié              | Cinquième tour  | Non qualifié                 | 15 657                      | N/Q                         |
| 2016   | 34               | 15               | 13               | 6                | 39               | 32               | 58               | 2e/10    | 2e/10    | Finale de conférence      | Cinquième tour  | Non qualifié                 | 16 278                      | 17 738                      |
| 2017   | 34               | 9                | 6                | 19               | 31               | 51               | 33               | 10e/11   | 20e/22   | Non qualifié              | Cinquième tour  | Non qualifié                 | 15 322                      | N/Q                         |
| 2018   | 34               | 8                | 7                | 19               | 36               | 63               | 31               | 11e/12   | 21e/23   | Non qualifié              | Quatrième tour  | Huitièmes de finale          | 15 333                      | N/Q                         |
| 2019   | 34               | 12               | 6                | 16               | 57               | 60               | 42               | 9e/12    | 16e/24   | Non qualifié              | Quatrième tour  | Non qualifié                 | 14 284                      | N/Q                         |
| 2020   | 18               | 8                | 4                | 6                | 32               | 28               | 28               | 5e/12    | 10e/26   | Non qualifié              | Annulée         | Non qualifié                 | 13 062                      | N/Q                         |
| 2021   | 34               | 17               | 10               | 7                | 51               | 35               | 61               | 1er/13   | 2e/27    | Demi-finale de conférence | Non tenue       | Non qualifié                 | 12 014                      | 17 438                      |
| 2022   | 34               | 11               | 10               | 13               | 46               | 57               | 43               | 10e/14   | 18e/28   | Non qualifié              | Quatrième tour  | Huitièmes de finale          |                             | N/Q                         |

#### Meilleurs buteurs par saison
| Saison | Meilleurs buteurs     | Meilleurs buteurs |
| Saison | Joueurs               | Buts              |
| ------ | --------------------- | ----------------- |
| 1996   | Jean Harbor           | 11                |
| 1997   | Paul Bravo            | 11                |
| 1998   | Wolde Harris          | 13                |
| 1999   | Jorge Dely Valdés     | 13                |
| 2000   | Junior Agogo          | 10                |
| 2001   | John Spencer          | 14                |
| 2002   | Mark Chung            | 12                |
| 2002   | Chris Carrieri        | 12                |
| 2003   | John Spencer          | 17                |
| 2004   | Jean-Philippe Peguero | 8                 |

| Saison | Meilleurs buteurs | Meilleurs buteurs |
| Saison | Joueurs           | Buts              |
| ------ | ----------------- | ----------------- |
| 2005   | Jeff Cunningham   | 13                |
| 2006   | Nicolás Hernández | 9                 |
| 2007   | Jovan Kirovski    | 6                 |
| 2008   | Conor Casey       | 12                |
| 2009   | Conor Casey       | 16                |
| 2010   | Conor Casey       | 15                |
| 2011   | Jeff Larentowicz  | 8                 |
| 2012   | Jaime Castrillon  | 8                 |
| 2013   | Deshorn Brown     | 10                |
| 2014   | Deshorn Brown     | 13                |

| Saison | Meilleurs buteurs | Meilleurs buteurs |
| Saison | Joueurs           | Buts              |
| ------ | ----------------- | ----------------- |
| 2015   | Dillon Serna      | 5                 |
| 2015   | Kevin Doyle       | 5                 |
| 2016   | Shkelzen Gashi    | 10                |
| 2017   | Dominique Badji   | 10                |
| 2018   | Dominique Badji   | 7                 |
| 2019   | Kei Kamara        | 14                |
| 2020   | Cole Bassett      | 5                 |
| 2020   | Jonathan Lewis    | 5                 |
| 2021   | Michael Barrios   | 8                 |
| 2022   | Diego Rubio       | 16                |

## Joueurs et personnalités du club

### Entraîneurs
Le tableau suivant présente la liste des entraîneurs du club depuis 1996.
| Rang | Entraîneur             | Nationalité | Début             | Fin               | Matchs | Victoires | Nuls | Défaites | % victoires | Palmarès            |
| ---- | ---------------------- | ----------- | ----------------- | ----------------- | ------ | --------- | ---- | -------- | ----------- | ------------------- |
| 1    | Bob Houghton           | Angleterre  | Début 1996        | 10 septembre 1996 | 31     | 9         | 6    | 16       | 29.03%      |                     |
| 2    | Roy Wegerle (intérim)  | États-Unis  | 13 septembre 1996 | 20 novembre 1996  | 3      | 1         | 0    | 2        | 33.33%      |                     |
| 3    | Glenn Myernick         | États-Unis  | 20 novembre 1996  | 30 novembre 2000  | 148    | 61        | 24   | 63       | 41.22%      |                     |
| 4    | Tim Hankinson          | États-Unis  | 20 décembre 2000  | 15 décembre 2004  | 129    | 44        | 31   | 54       | 34.11%      |                     |
| 5    | Fernando Clavijo       | États-Unis  | 22 décembre 2004  | 20 août 2008      | 128    | 45        | 28   | 55       | 35.16%      |                     |
| 6    | Gary Smith             | Angleterre  | 20 août 2008      | 7 novembre 2011   | 122    | 45        | 37   | 40       | 36.89%      | 1x Coupe MLS (2010) |
| 7    | Óscar Pareja           | Colombie    | 6 janvier 2012    | 4 janvier 2014    | 72     | 26        | 13   | 33       | 36.11%      |                     |
| 8    | Pablo Mastroeni        | États-Unis  | 4 janvier 2014    | 15 août 2017      | 136    | 43        | 35   | 58       | 31.62%      |                     |
| 9    | Steve Cooke            | Angleterre  | 15 août 2017      | 29 novembre 2017  | 12     | 3         | 2    | 7        | 25%         |                     |
| 10   | Anthony Hudson         | Angleterre  | 29 novembre 2017  | 1er mai 2019      | 46     | 8         | 10   | 28       | 17.39%      |                     |
| 11   | Conor Casey            | États-Unis  | 1er mai 2019      | 25 août 2019      | 19     | 7         | 5    | 7        | 36.84%      |                     |
| 12   | Robin Fraser           | États-Unis  | 25 août 2019      | 5 septembre 2023  | 129    | 47        | 34   | 48       | 36.43%      |                     |
| 13   | Chris Little (intérim) | Écosse      | 5 septembre 2023  | En poste          | 0      | 0         | 0    | 0        | %           |                     |

### Effectif professionnel actuel (2025)
En grisé, les sélections de joueurs internationaux chez les jeunes mais n'ayant jamais été appelés aux échelons supérieurs une fois l'âge-limite dépassé ou les joueurs ayant pris leur retraite internationale.

### Anciens joueurs
Ces six joueurs font partie de la galerie d'honneur (en anglais : Gallery of Honor) des Rapids du Colorado qui honore les joueurs marquants de l'histoire de la franchise. Entre parenthèses, figure l'année d'introduction dans cette Galerie d'honneur. 
- Marcelo Balboa (2003)
- Paul Bravo (2003)
- Chris Henderson (2007)
- John Spencer (2009)
- Pablo Mastroeni (2014)
- Conor Casey (2017)

## Infrastructures et aspects financiers

### Stades
- 1996-2001 : Mile High Stadium à Denver, Colorado (76 273 places)
- 2002-2006 : INVESCO Field at Mile High à Denver, Colorado (76 125 places)
- 2007- : Dick's Sporting Goods Park à Commerce City, Colorado (18 086 places)

### Propriétaires
Le tableau suivant présente la liste des propriétaires du club depuis 1996.
| Rang | Nom                                | Période   |
| ---- | ---------------------------------- | --------- |
| 1    | Anschutz Entertainment Group (AEG) | 1996-2004 |
| 2    | Kroenke Sports Enterprises (KSE)   | 2004-     |

### Partenariats
Les Colorado Rapids signèrent de nombreux partenariats avec d'autres clubs. 
La principale affiliation est celle avec le club anglais d'Arsenal mais aussi avec le club mexicain du CF Pachuca et le club du Real Maryland Monarchs (en), évoluant en Premier Development League.